# Натухайці

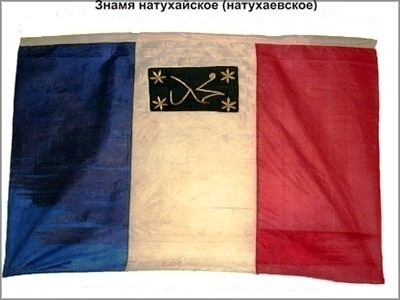

Натухайці (адиг. НатІхъуадж-адыгэ Naţḩwadź-adyge) — адизький субетнос. До Кавказької війни,  займав Таманський півострів до Новоросійська і нижню течію Кубані. Після геноциду адизьких народів з боку Росії в середині 19 ст. чисельність натухайців на Південно-західному Кавказі скоротилася до 175 осіб. 
Плем'я натухайці складалося з 10 аристократичних сімей і 44 (адиг. ЛъфэкъулӀ) вільних кланів і класифіковано як Адизьке вільне плем'я Узбережжя на якому вони жили не було оточено високими горами і відкриті на північ, до степу, натухайці були найактивнішою нацією адигів торгуючі з Османською імперією і Кримським ханством, що надавало їм кращий добробут життя, ніж іншим адизьким племенам.
Культурою, мовою і традиціями вони найближче до шапсугів Малої Шапсугії і навіть називають себе тією самою назвою Aguchips. (Малі Шапсуги жили на узбережжі на південь від натухайців, в той час як Великі Шапсуги жили на північ від гір.) Також до натухайців відносились Goaie, які згідно з легендами є найдавнішим черкеським племенем. Також до них відносились зникаючі племена Zhane та Hegako. Існували принаймні 45 натухайські клани. Найблагородніші сім'ї були: Syupako, Megu, Zan, Kaz, Chakh, Eryku, Dedy. Плем'я Goaie мали такі благородні родини: Kerzedzh, Kuytsuk, Khatirame, Birdzh і Cherch.
Натухайцям, як шапсугам і абадзехам, вдалося обмежити владу благородних людей свого племені. Їх аули управлялися обраними мешканцями. Натухайці були одним з наймиролюбівиших племен серед черкес. Вони встановили торговельні зв'язки з Туреччиною, яка дала натухайцям можливість істотних поліпшень. Натухайці були останніми з черкес хто прийняв іслам. Вони неухильно дотримувалися християнства, хоча релігійні відмінності часто були причиною сварок з сусідніми шапсугами. Тільки на початку 19-го століття, будь то обіцянки або погрози, турецьким пашам вдалося умовити прийняти іслам. Незважаючи на це, що, натухайці чинили найлютішого опір експансії Росії на Північному Кавказі. Вони билися пліч-о-пліч з шапсугами і абедзехами проти військ Російської імперії. В результаті війни, тільки 175 натухайців залишилися на своїй батьківщині.
Наприкінці 1860 року було зібрано Меджліс (адиг. Хасэ) який об'єднав шапсугів, убихів і натухайців у Сочі -останній столиці черкеського опору .
У 1864 році, велика частина натухайців було вбито, решта  зазнала депортації до Османської імперії (офіційно - Мухаджирство), через політику царату по зачисці Чорноморського узбережжя від черкесів.
На початок ХХІ сторіччя натухайці живуть в діаспорі, і були асимільовані іншими племенами адигів, точніше, шапсугів через їх близьку спорідненність. На Кавказі проживають в аулі Натухай, Адигея і в Теучезькому районі